# Cindy Robinson
Cindy Robinson es una actriz de doblaje estadounidense que hace su voz en animación y videojuegos. Algunos de sus papeles principales son Makoto Nanaya y Gii de la serie "Blazblue", Betty Boop en comerciales, Queen Beryl en Sailor Moon, Chitose Nanbu en Ah My Buddha , Kukaku Shiba, Miyako Shiba, Jinta Hanakari (niño) y Kiyone Kotetsu en Bleach , Zola en la serie Blue Dragon, Minerva y Hinoka en Fire Emblem, y Megan Lewis, la actriz que expresó el Purge Emergency Broadcast System en Serie The Purge.
Robinson es conocida por su papel de Amy Rose en la franquicia Sonic the Hedgehog de desde 2010.

## Filmografía

### Animation
| Año           | Título                                 | Personaje                                             | Notas                                                       | Fuentes     |
| ------------- | -------------------------------------- | ----------------------------------------------------- | ----------------------------------------------------------- | ----------- |
| 2000-2011     | LeapFrog Series                        | Leap, Dan, Della, Tim                                 |                                                             |             |
| 2003          | Tutenstein                             | Sakt                                                  |                                                             |             |
| 2007          | Shaggy & Scooby-Doo Get a Clue!        | Nifties                                               | Episodio: "Inside Job"                                      | [ 4 ]       |
| 2008          | Speed Racer: The Next Generation       | Shadowy Woman, Trixie                                 |                                                             |             |
| 2009          | Olivia                                 | Queen                                                 |                                                             |             |
| 2009          | Superman: Red Son                      | Lois Lane, Brainiac                                   |                                                             |             |
| 2010–presente | Monster High                           | Jackson Jekyll / Holt Hyde, Operetta, Madame Ghostier | Webisodes and TV specials                                   | [ 5 ] [ 6 ] |
| 2010          | The Avengers: Earth's Mightiest Heroes | Ravonna                                               |                                                             |             |
| 2012          | Huntik: Secrets and Seekers            | Billie, Lin Storm                                     |                                                             |             |
| 2013–presente | Ever After High                        | Madeline Hatter                                       | Web series and specials                                     | [ 7 ]       |
| 2014-2017     | Sonic Boom                             | Amy Rose                                              | Escritora del episodio: "Give Bees A Chance"                | [ 8 ] [ 9 ] |
| 2015          | Star vs. the Forces of Evil            | Additional voices                                     | Episodio: "St. Olga's Reform School for Wayward Princesses" | [ 10 ]      |
| 2016–2019     | The Powerpuff Girls                    | Additional voices                                     | Episodio: "The Wrinklegruff Gals"                           | [ 11 ]      |
| 2018–presente | Subway Surfers: The Animated Series    | Yutani                                                |                                                             | [ 12 ]      |

### Videojuegos
| Título                                                       | Personaje                                            | Notas                   | Fuentes       |
| ------------------------------------------------------------ | ---------------------------------------------------- | ----------------------- | ------------- |
| Ratchet & Clank                                              | Computer                                             |                         |               |
| World of Warcraft                                            | Blood Elf                                            |                         |               |
| Guild Wars 2                                                 | Multiple voices                                      |                         |               |
| Dungeons and Dragons Online                                  | Dungeon Master, Kobold                               |                         |               |
| Pimp My Ride                                                 | Additional Voices                                    |                         |               |
| Earth Defense Force 2017                                     | News Reporter                                        |                         |               |
| Blue Dragon                                                  | Zola                                                 |                         |               |
| Eternal Sonata                                               | Solfege                                              |                         |               |
| Clive Barker's Jericho                                       | Abigail Black                                        |                         |               |
| Bleach: Dark Souls                                           | Kūkaku Shiba                                         |                         |               |
| Naruto: Clash of Ninja Revolution 2                          | Kagura                                               |                         |               |
| Star Ocean: First Departure                                  | Yvena                                                |                         |               |
| Valkyria Chronicles                                          | Marina Wulfstan                                      |                         |               |
| BlazBlue series                                              | Makoto Nanaya, Gii                                   |                         |               |
| Infamous                                                     | Additional voices                                    |                         |               |
| Colin McRae: Dirt 2                                          | Katie Justice                                        |                         |               |
| Bleach: The 3rd Phantom                                      | Konoka Suzunami, Kukaku Shiba                        |                         |               |
| Naruto Shippuden: Clash of Ninja Revolution 3                | Kagura                                               |                         |               |
| Vandal Hearts: Flames of Judgment                            | Calvin Atrias, Shance Aya                            |                         |               |
| Mass Effect 2                                                | Detective Anaya, Jentha, Female Plague Guard, Diana  |                         |               |
| BioShock 2                                                   | Additional voices                                    |                         |               |
| Final Fantasy XIII                                           | Cocoon Inhabitants, additional voices                |                         |               |
| Fallout: New Vegas                                           | Dr. Howard, The Kid, Trooper Gleason, Corporal Betsy |                         |               |
| Sonic Colors                                                 | Amy Rose                                             |                         |               |
| Ratchet & Clank: All 4 One                                   | The Steward, Janice                                  | Sin acreditar           |               |
| Sonic Generations                                            | Amy Rose                                             |                         |               |
| The Elder Scrolls V: Skyrim                                  | Astrid                                               |                         |               |
| Mario & Sonic at the London 2012 Olympic Games               | Amy Rose                                             |                         |               |
| Sonic & All-Stars Racing Transformed                         | Amy Rose                                             |                         |               |
| Zero Escape: Virtue's Last Reward                            | Zero III                                             |                         |               |
| Fire Emblem: Awakening                                       | Aversa, Libra                                        |                         |               |
| Armored Core: Verdict Day                                    | Magnolia Curtis, CPU Voice                           |                         | [ 13 ]        |
| Sonic Lost World                                             | Amy Rose                                             |                         |               |
| Mario & Sonic en los Juegos Olímpicos de Invierno Sochi 2014 | Amy Rose                                             |                         |               |
| Xenoblade Chronicles X                                       | Ga Buidhe                                            |                         |               |
| Lego Dimensions                                              | Amy Rose                                             | Sonic the Hedgehog Pack |               |
| Street Fighter V                                             | Helen/Kolin                                          |                         |               |
| Mario & Sonic en los Juegos Olímpicos Río 2016               | Amy Rose                                             |                         |               |
| Lego Star Wars: The Force Awakens                            | Additional Voices                                    |                         |               |
| Fire Emblem Heroes                                           | Minerva, Hinoka, Peri                                |                         | [ 14 ] [ 15 ] |
| Mass Effect: Andromeda                                       | Paraan Shie, Captain Dunn                            |                         |               |
| Club Penguin Island                                          | Aunt Arctic                                          |                         | [ 16 ]        |
| Super Smash Heroes                                           | Kouko Morisawa, First Aid                            |                         |               |
| Sonic Forces                                                 | Amy Rose, Additional Voices                          |                         |               |
| Octopath Traveler                                            | H'aanit                                              |                         |               |
| BlazBlue: Cross Tag Battle                                   | Makoto Nanaya                                        |                         |               |
| Sekiro: Shadows Die Twice                                    | Lady Butterfly                                       |                         |               |
| Team Sonic Racing                                            | Amy Rose                                             |                         |               |
| Mario & Sonic en los Juegos Olímpicos Tokio 2020             | Amy Rose                                             |                         |               |

### Doblaje de shows extranjeros en inglés
| Año  | Título                | País    | Doblado del | Personaje        | Actor           | Fuentes |
| ---- | --------------------- | ------- | ----------- | ---------------- | --------------- | ------- |
| 2016 | The Break (TV series) | Bélgica | Francés     | Brigitte Fischer | Catherine Salée | [ 18 ]  |